# Partição de um conjunto

Partição do círculo em 6 partes {A_{1}, ..., A_{6}}

Em matemática, dada uma família de índices {\textstyle I\subseteq \mathbb {N} }, dizemos que a família {\textstyle P=\{A_{i}\}_{i\in I}} de subconjuntos de um conjunto A é uma partição sobre (ou "de") A caso as três seguintes condições sejam satisfeitas:
1. {\displaystyle A_{i}\neq \emptyset }  para todo  {\displaystyle i\in I}.
2. {\displaystyle \bigcup _{i\in I}A_{i}=A}.
3. {\displaystyle A_{i}\cap A_{j}\neq \emptyset \Rightarrow A_{i}=A_{j}}.

Portanto, trata-se de um recobrimento no que os subconjuntos pertencentes à família, dois a dois, são disjuntos (ou seja, sua interseção é vazia).

## Exemplos
- Todo conjunto de um elemento  {x} tem exatamente uma partição: { {x} }.
- Para qualquer conjunto não vazio X, P = {X} é uma partição de X.
- O conjunto { 1, 2, 3 } tem estas 5 partições:
  - { {1}, {2}, {3} }, às vezes notada por 1/2/3.
  - { {1, 2}, {3} }, às vezes notada por 12/3.
  - { {1, 3}, {2} }, às vezes notada por  13/2.
  - { {1}, {2, 3} }, às vezes notada por 1/23.
  - { {1, 2, 3} }, às vezes notada por 123.
    - { {}, {1,3}, {2} } não é uma partição (pois contém o conjunto vazio).